# Parafia Trójcy Świętej w Bożnowicach
Parafia Trójcy Świętej w Bożnowicach znajduje się w dekanacie ziębickim w archidiecezji wrocławskiej.  Jej administratorem jest ks.Grzegorz Kożak. Do lipca 2008 roku obsługiwana była przez księży Chrystusowców. W sierpniu 2008 roku oddana została pod opiekę księży diecezjalnych a jej proboszczem został ksiądz Marek Mekwiński. Erygowana w XIV wieku. Mieści się pod numerem 50.

## Kościoły i kaplice
- Bożnowice - kościół parafialny pw. Trójcy Świętej,
- Dobroszów - kościół filialny pw. Św. Jadwigi,
- Konary - kaplica mszalna pw. Macierzyństwa NMP.

## Wspólnoty i Ruchy
Żywy Różaniec, Lektorzy, Ministranci.